# Sara Lee (Wrestlerin)
Sara Ann Lee (* 7. Juni 1992 in Hope Township, Michigan; † 6. Oktober 2022 in Orlando, Florida) war eine US-amerikanische Wrestlerin. Bekanntheit erlangte sie durch ihren Sieg in der sechsten und letzten Staffel der Castingshow WWE Tough Enough.

## Leben
Lee wuchs in Hope Township, Michigan, auf. Sie trainierte in ihrer Jugend Gewichtheben und studierte nach der High School ab 2010 Medizin-Technik mit Spezialgebiet Sonografie am Delta College in Bay City, Michigan.
2015 nahm sie als eine von 13 Kandidaten an der WWE-Castingshow Tough Enough teil. Obwohl sie in fünf der zehn Folgen vor einer möglichen Eliminierung stand, erreichte sie letztlich die Finalrunde der Frauen, wofür sie einen Vertrag in Höhe von 250.000 US-Dollar beim Wrestling-Marktführer erhielt. Nachdem sie im Finale unter dem selbst gewählten Ringnamen „Hope“ ein Match gegen Alicia Fox bestritten hatte, konnte sie sich per Fanvoting gegen Mandy Rose durchsetzen.
Im September des Jahres begann sie im WWE Performance Center zu trainieren und wurde der Entwicklungsliga WWE NXT zugeteilt. Ihren ersten Auftritt hatte sie bei einer Houseshow am 16. Januar 2016 mit einer Heel-Promo. Ihr Ringdebüt gab Lee am 30. Januar 2016 in einem Six-Diva-Tag-Team-Match. Ihre Wrestling-Karriere bei WWE war jedoch nur von kurzer Dauer, denn bereits am 30. September 2016 wurde sie entlassen.
Sara Lee starb am 6. Oktober 2022 im Alter von 30 Jahren durch Suizid. Zwei Tage vor ihrem Tod hatte sie auf Instagram verkündet, nach einer Nasennebenhöhlenentzündung wieder mit dem Training begonnen zu haben.

## Privatleben
Sara Lee war mit dem ehemaligen WWE-Wrestler Wesley Blake verheiratet. Aus der Verbindung gingen drei gemeinsame Kinder hervor.

## Erfolge
- WWE
  - Siegerin von Tough Enough VI – mit Josh Bredl